# Biezdziad
Biezdziad, Przezdziad ([bʲɛzd͡ʑat], [pʂɛzd͡ʑat]) – staropolskie imię męskie, być może opisowe, a nie życzące, złożone z członów Biez-, Przez- ("bez") i -dziad ("dziadek"). Oznaczało "tego, który nie ma dziada" albo "tego, którego męscy przodkowie nie są znani."
Żeński odpowiednik: Biezdziadka